# Отсего (округ, Нью-Йорк)
Шаблон:StateAbbr_ 42°38′ пн. ш. 75°02′ зх. д. / 42.63° пн. ш. 75.04° зх. д.
Округ Отсего (англ. Otsego County) — округ (графство) у штаті Нью-Йорк, США. Ідентифікатор округу 36077.

## Історія
Округ утворений 1791 року.

## Демографія
За даними перепису
2000 року
загальне населення округу становило 61676 осіб, зокрема міського населення було 16182, а сільського — 45494.
Серед мешканців округу чоловіків було 29737, а жінок — 31939. В окрузі було 23291 домогосподарство, 15120 родин, які мешкали в 28481 будинках.
Середній розмір родини становив 2,94.
Віковий розподіл населення поданий у таблиці:
| Стать    | До 15 років | 15-21 | 22-29 | 30-39 | 40-49 | 50-65 | 65-85 | Понад 85 |
| -------- | ----------- | ----- | ----- | ----- | ----- | ----- | ----- | -------- |
| Чоловіки | 5684        | 4304  | 2782  | 3627  | 4386  | 5026  | 3569  | 359      |
| Жінки    | 5445        | 4890  | 2667  | 3875  | 4678  | 5033  | 4487  | 864      |

## Суміжні округи
- Геркаймер — північ
- Монтгомері — північний схід
- Скогарі — схід
- Делавер — південь
- Ченанго — південний захід
- Медісон — північний захід
- Онейда — північний захід

## Виноски
1. ↑  U.S. Decennial Census. United States Census Bureau. Процитовано 6 січня 2015.
2. ↑  Historical Census Browser. University of Virginia Library. Архів оригіналу за 30 травня 2019. Процитовано 6 січня 2015.
3. ↑  Population of Counties by Decennial Census: 1900 to 1990. United States Census Bureau. Процитовано 6 січня 2015.
4. ↑  Census 2000 PHC-T-4. Ranking Tables for Counties: 1990 and 2000 (PDF). United States Census Bureau. Процитовано 6 січня 2015.
5. ↑  State & County QuickFacts. United States Census Bureau. Архів оригіналу за 7 червня 2011. Процитовано 12 жовтня 2013.(англ.) Наведено за англійською вікіпедією.
6. ↑  American FactFinder. Бюро перепису населення США. Архів оригіналу за 26 лютого 2012. Процитовано 31 січня 2008.

| США | Це незавершена стаття з географії США. Ви можете допомогти проєкту, виправивши або дописавши її. |